# La duquesa
La duquesa é uma telenovela mexicana, produzida pela Televisa e exibida em 1966 pelo Telesistema Mexicano.

## Elenco
- Sara García
- Miguel Córcega
- Blanca Sánchez
- Enrique Aguilar